# Grylloclonia
Grylloclonia är ett släkte av insekter. Grylloclonia ingår i familjen Pseudophasmatidae.
Kladogram enligt Catalogue of Life:
| Grylloclonia | \| \| Grylloclonia grylloides \| \| \| \| \| \| Grylloclonia minima \| \| \| \| \| \| Grylloclonia papallacta \| \| \| \| \| \| Grylloclonia punana \| \| \| \| |
|              | \| \| Grylloclonia grylloides \| \| \| \| \| \| Grylloclonia minima \| \| \| \| \| \| Grylloclonia papallacta \| \| \| \| \| \| Grylloclonia punana \| \| \| \| |
|              | Grylloclonia grylloides |
|              | |
|              | Grylloclonia minima |
|              | |
|              | Grylloclonia papallacta |
|              | |
|              | Grylloclonia punana |
|              | |